# لاوترباخ (هسن)
شهر لاوترباخ (به آلمانی: Lauterbach) در ایالت هسن در کشور آلمان واقع شده‌است.

## نگارخانه

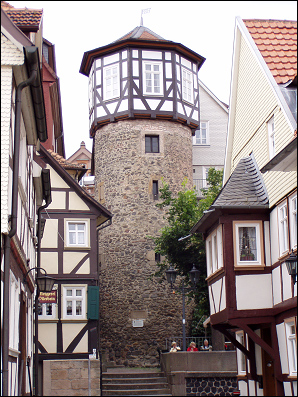
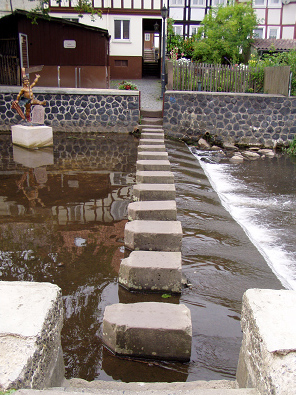
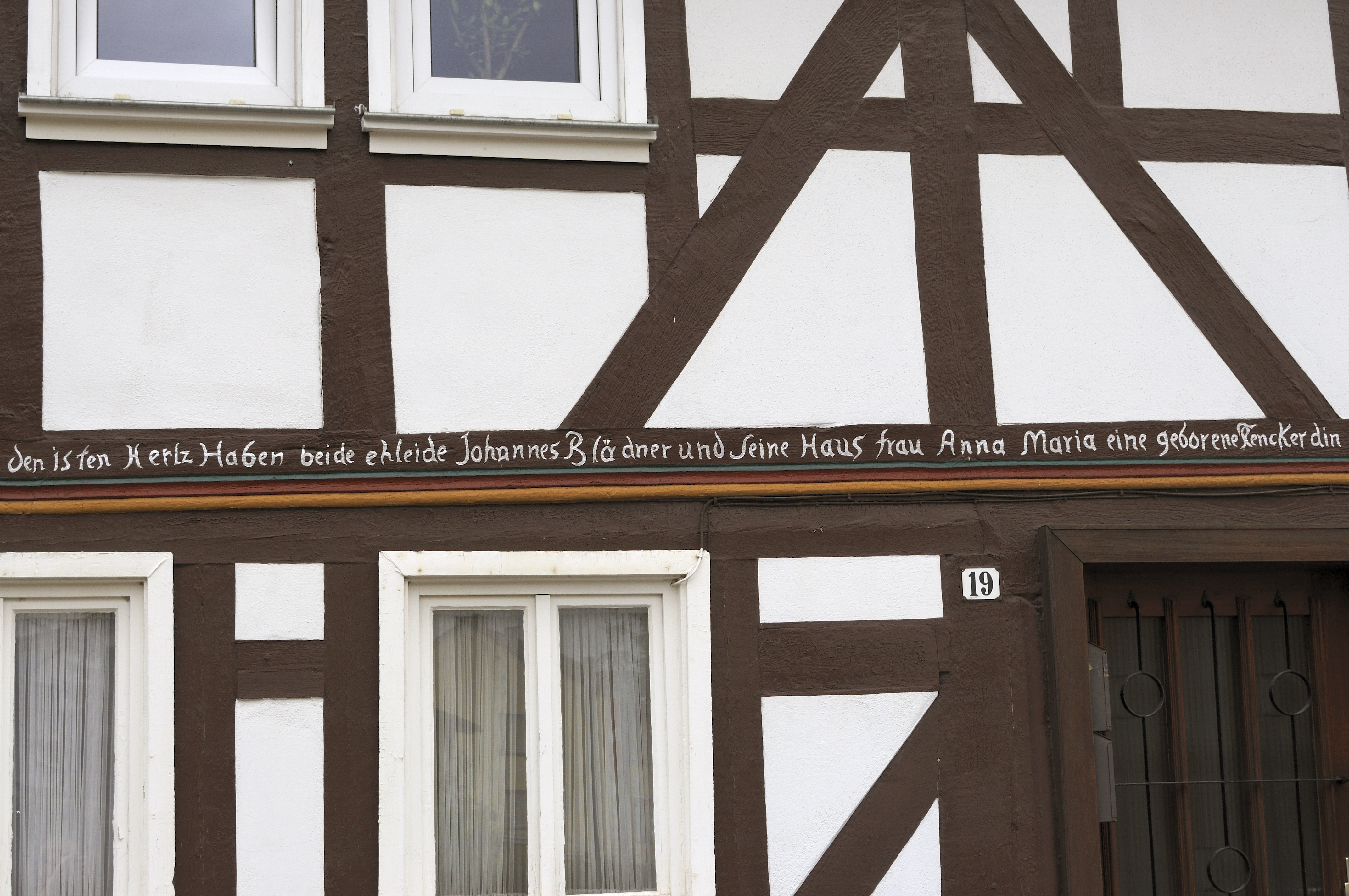